# Convento de Santa Florentina
El convento de Santa Florentina es un convento de monjas dominicas ubicado en la localidad de Écija, provincia de Sevilla, España. Según el catálogo arqueológico y artístico de la provincia de Sevilla, la fundación tuvo lugar en el año 1460.

## Historia
La fundación data del siglo XV y fue patrocinada por damas pertenecientes a los linajes de Tordesillas, Cuadros y Henestrosas. Francisco de Henestrosa, comendador de Herrera y Valdepeñas, edificó a su costa la iglesia y capilla mayor. Durante los siglos XVI, XVII y XVIII se realizaron nuevas obras para la finalización de la iglesia y construcción de otras dependencias.

## Iglesia

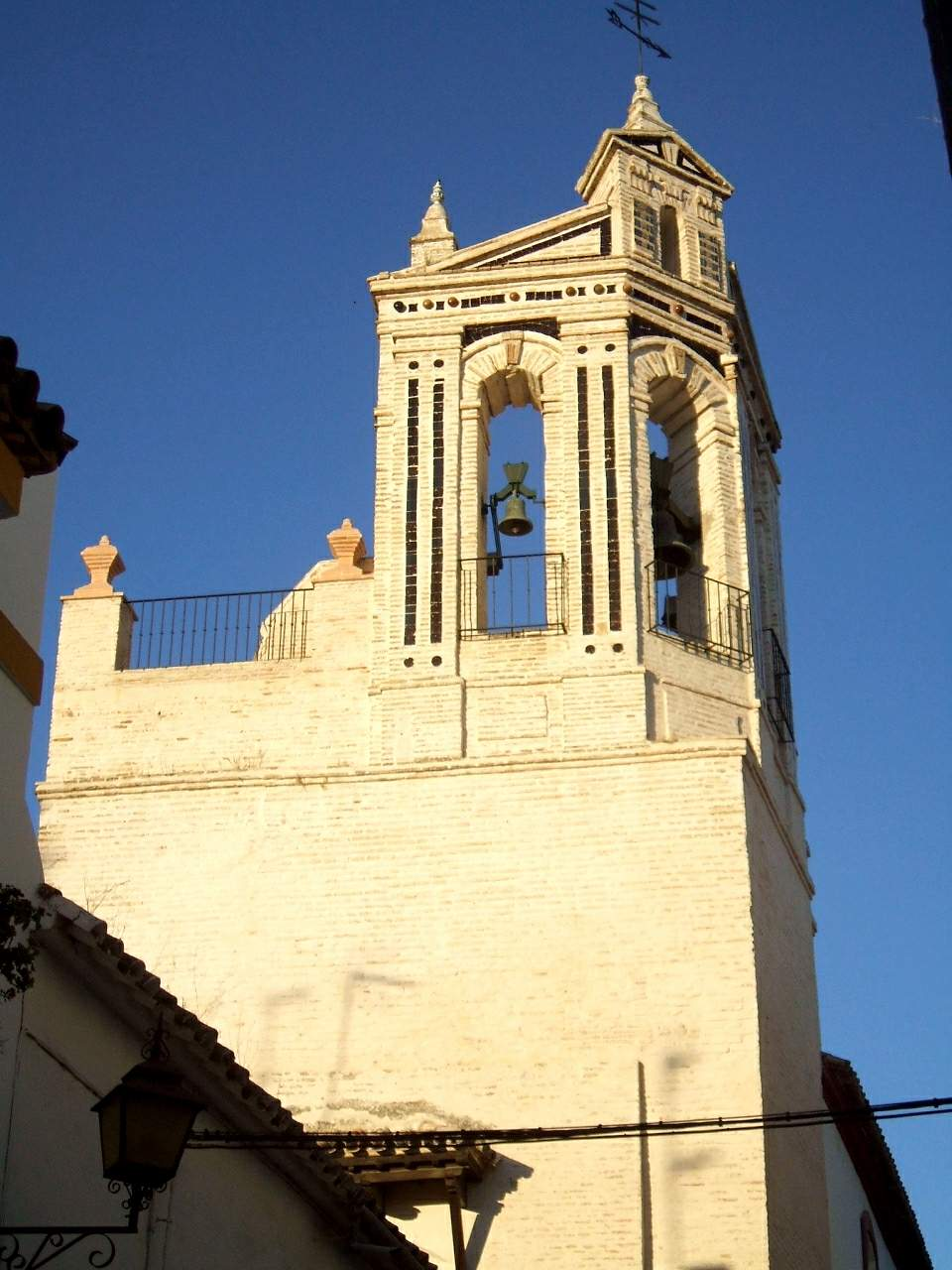
Espadaña.

La iglesia es de nave única cubierta por artesa y cúpula semiesférica en el presbiterio. La portada fue realizada en el año 1759 en piedra caliza, está formada por un cuerpo que encuadra el vano de entrada y un ático en el que se encuentra la imagen de la Virgen del Rosario en una hornacina.

### Campanario
Está formado por un muro triple en ángulo con arcos semicirculares que dejan espacio para las campanas.

### Retablos

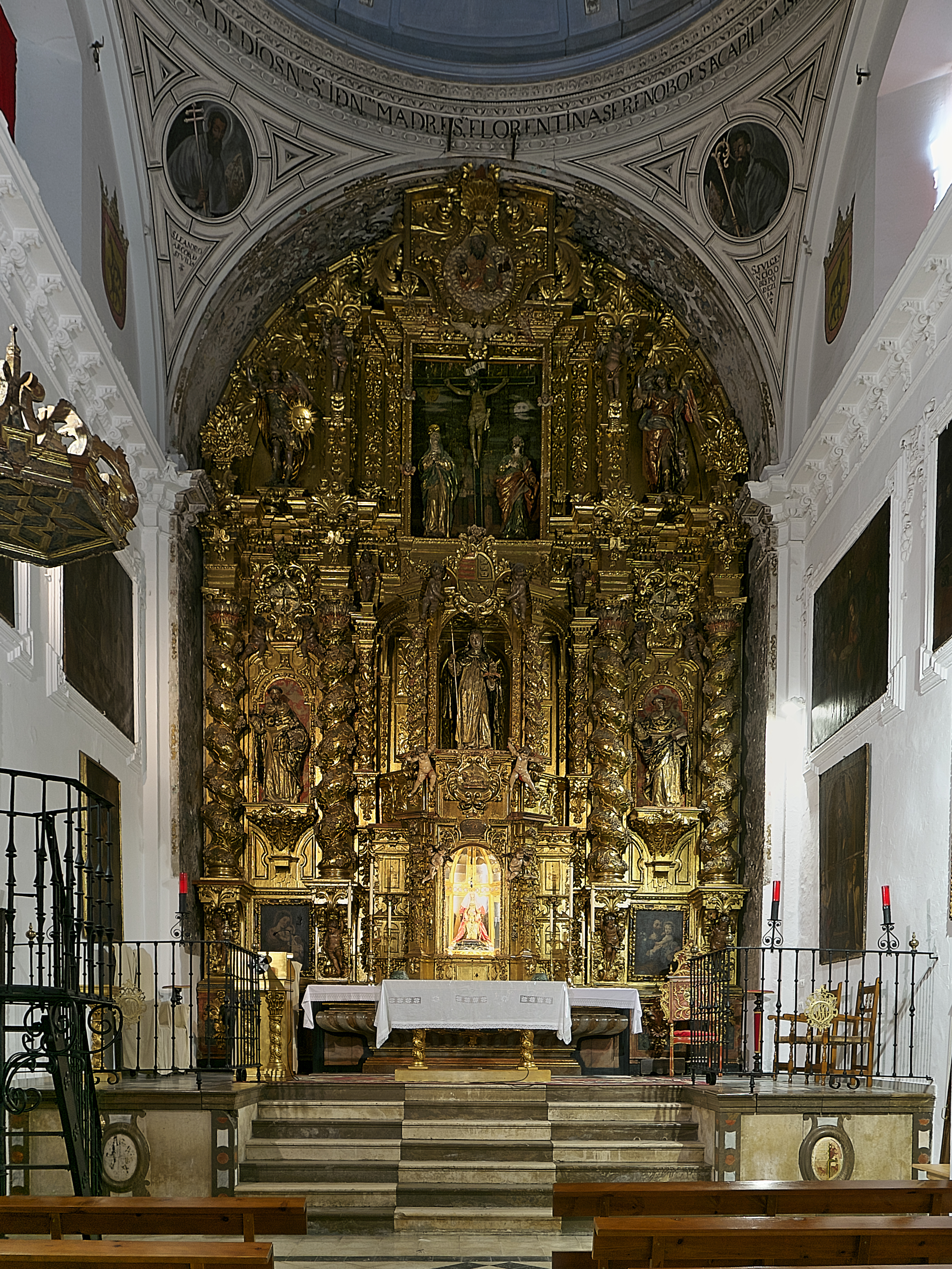
Retablo mayor con la imagen de Santa Florentina en el centro.

#### Retablo mayor
El retablo mayor de estilo barroco es de gran valor artístico. Es un retablo salomónico por tener en su construcción columnas en forma de espiral, enroscadas en sí mismas, que reproducen las que formaron parte del Templo de Salomón. La composición arquitectónica se ha atribuido al taller de Cristóbal de Guadix y la parte escultórica a Pedro Roldan. 
Fue realizado en 1714 según la inscripción que aparece en la cúpula del presbiterio y dorado en 1724. La calle central queda dividida en tres secciones: sagrario, templete para Santa Florentina y relieve del ático. Puede observarse el escudo nobiliario de la familia Saavedra. Aunque no se tiene certeza de quien fue el autor, José Hernández Díaz lo atribuyó a Cristóbal de Guadix que se sabe residió en Ecija en la época de realización del retablo. Se considera probable la intervención de un hijo suyo homónimo, también maestro escultor.

#### Retablo de San Juan Evangelista

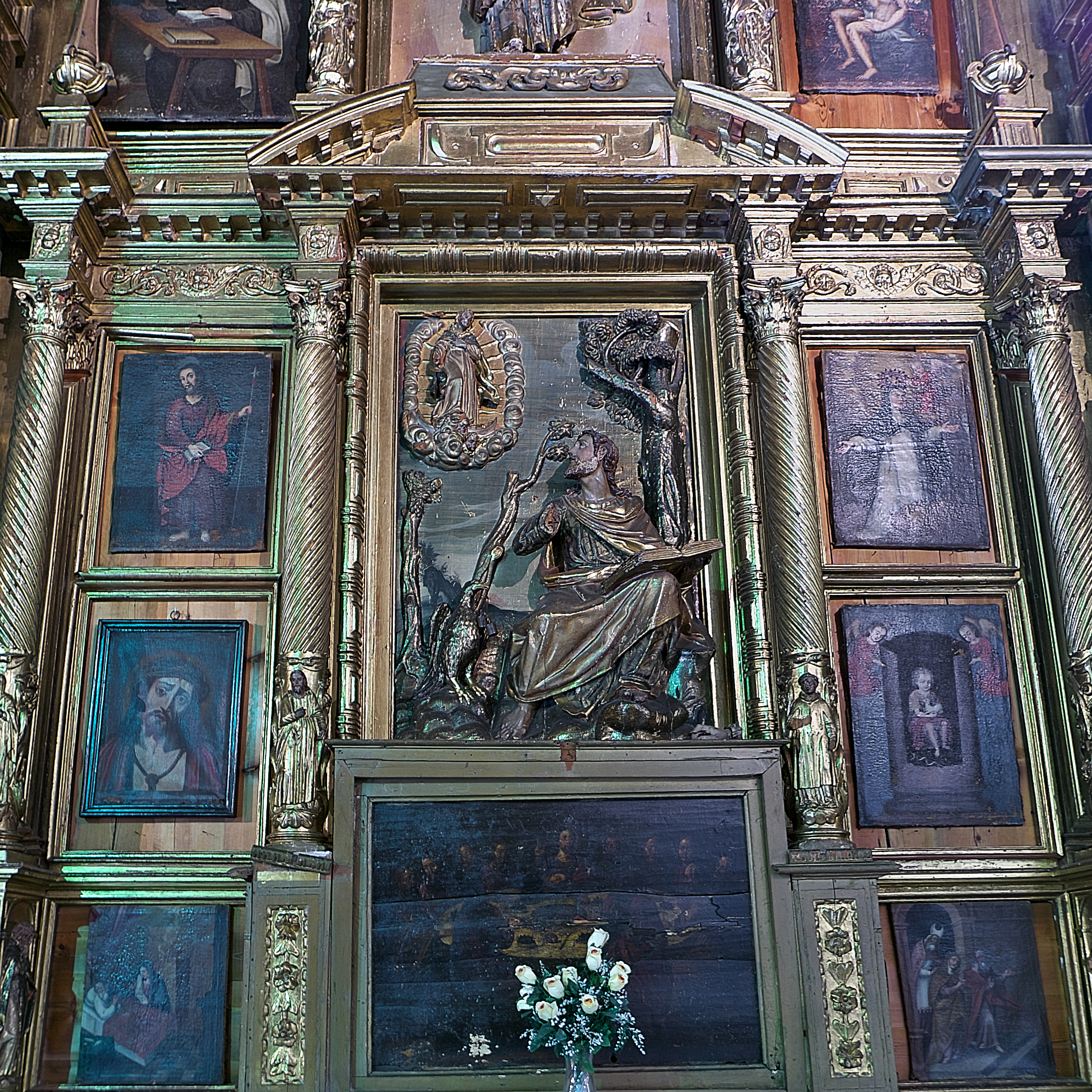
Retablo de San Juan Evangelista

Realizado en el siglo XVII, consta de tres calles y dos cuerpos. En el centro se representa la visión de San Juan Evangelista sobre la Inmaculada Concepción narrada en el Apocalipsis: «Una gran señal apareció en el cielo: una mujer revestida del Sol, con la Luna bajo sus pies y una corona de doce estrellas sobre la cabeza (...) Otra señal apareció en el cielo, un dragón color de fuego con siete cabezas y diez cuernos (...) se puso delante de la mujer en trance de dar a luz.» 

#### Retablo de Santo Domjngo
Se encuentra situado en el lado de la Epístola y es de autoría incierta.

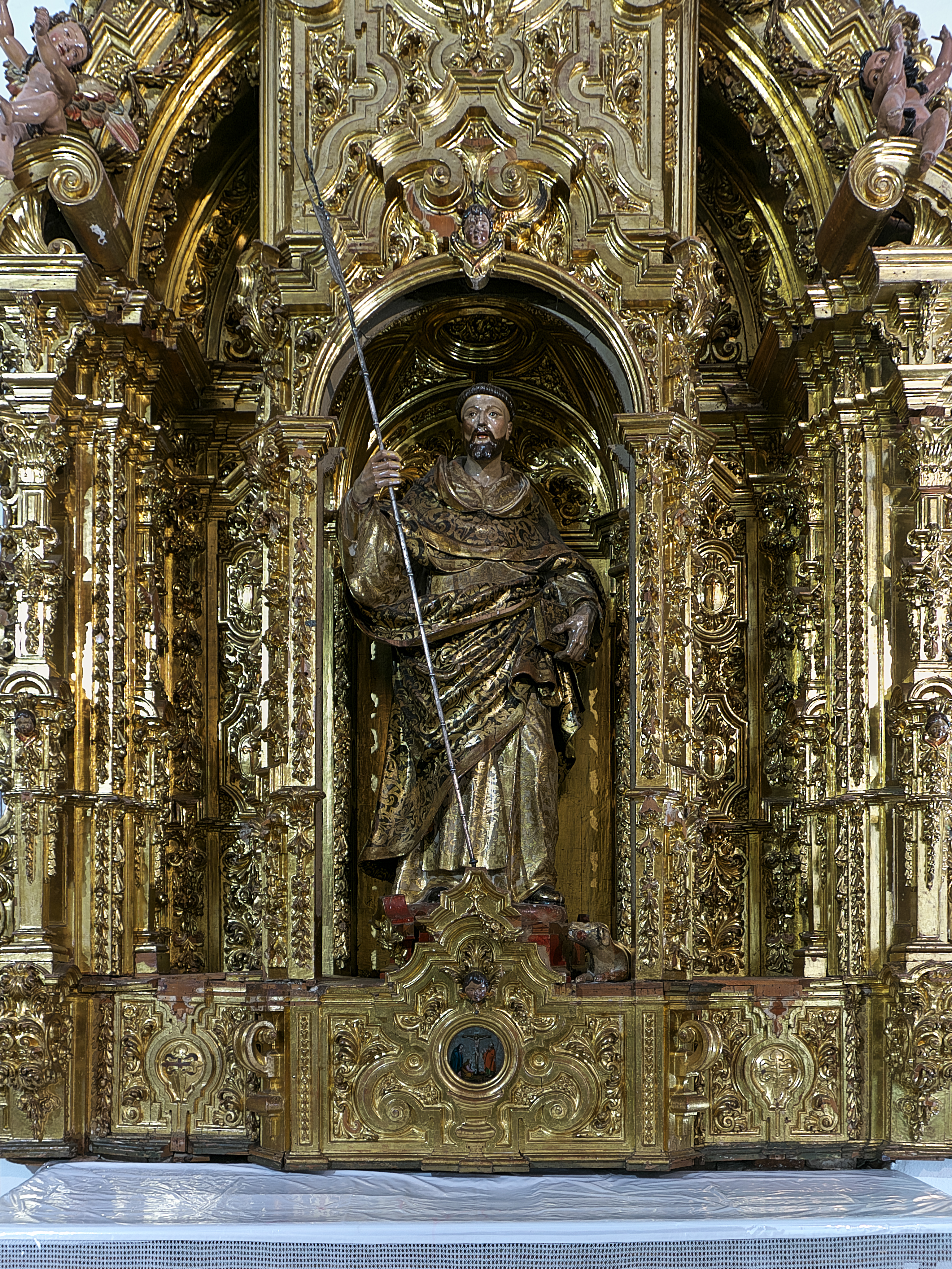
Retablo de Santo Domingo (Convento de Santa Florentina, Écija)

## Claustro
Está formado por arcadas semicirculares distribuidas en dos plantas alrededor de un patio, las columnas y capiteles de la planta inferior son de mármol blanco, sin embargo las de la planta superior son de piedra caliza. Las galerías están cubiertas por un artesonado de madera sin ningún tipo de decoración. En el centro del patio una fuente con pequeño estanque de forma octogonal.

## Repostería conventual

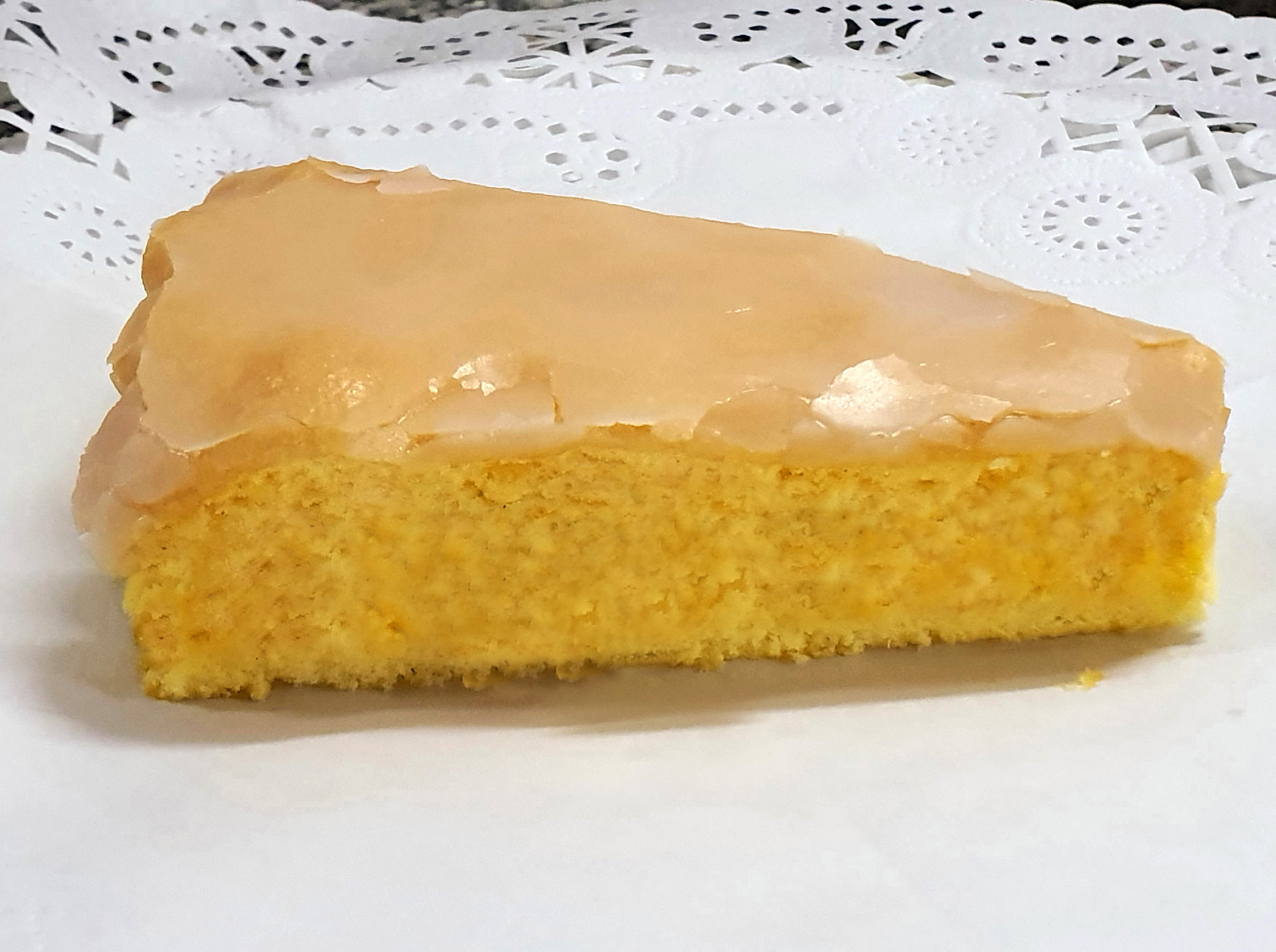
Bizcocho marroquí

El convento cuenta con una variada oferta repostera, que se concreta en más de veinte especialidades entre las que destacan los bizcochos Marroquíes. Estos bizcochos venían elaborándose desde mediados del siglo XVIII en el convento también ecijano de la Santísima Trinidad y Purísima Concepción, conocido popularmente por "Las Marroquíes", hasta que en octubre de 2014 cerró sus puertas. A partir del 8 de diciembre del mismo año la comunidad de dominicas de Santa Florentina, conocedora de la receta original desde mediados del siglo XX, tomó el testigo en la producción de estos típicos dulces ecijanos.